# Задик, Якоб
Якоб Задик (рум. Iacob Zadik; 8 декабря 1867 — 8 апреля 1970) — румынский генерал, участник операции по присоединению Буковины к Румынии.

## История
Армянин по национальности являлся известным военным деятелем Румынии.
В 1916 году был назначен начальником штаба сухопутных войск Северной армии, позже в период с 1916 по 1917 года командовал 1-й армией. В 1917 году в звании генерала назначается на должность секретаря в министерстве обороны Румынии. Середина 1918 года ознаменовалась для генерала Задика назначением на должность командующего 8-й армией, которую он занимал вплоть до 1920 года.

### Борьба за объединение Буковины с Румынией
В «Манифесте к моим верноподданным» от 16 октября 1918 года император Карл I провозглашал федерализацию Австро-Венгерской империи путём создания шести государств: австрийского, венгерского, чешского, югославского, польского и украинского. О румынах Трансильвании и Буковины даже не упоминалось. На состоявшемся 19 октября 1918 года в Яссах собрании румын-эмигрантов из Австро-Венгрии была принята Декларация об отклонении идеи федерализации империи, которая расценивалась как «отчаянная попытка приговорённой к распаду империи». Спустя некоторое время 27 октября 1918 года в Черновцах состоялось Народное собрание румын Буковины, на котором была принята Резолюция о провозглашении данного собрания учредительным, об избрании Национального совета в составе 50 членов и Исполнительного комитета во главе с Янку Флондором. В ответ 19 ноября 1918 года в Черновцах Собрание украинцев приняло решение о включении большей части Буковины в состав Украины. Действия украинских военизированных отрядов стали приобретать все более насильственный характер, угрожая деятельности Румынского национального совета. В сложившихся обстоятельствах последний обратился к правительству Румынии за военной помощью. Восьмая румынская армия под командованием генерала Якоба Задика 24 ноября 1918 года вошла в Черновцы и восстановила там порядок. В результате стало возможным проведение 28 ноября 1918 года Всеобщего съезда Буковины, по результатам которого стало возможным объединение Буковины с Румынией .

### Румынская оккупация Покутья

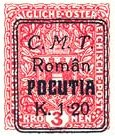
Почтовая марка румынской военной администрации для оккупированного Покутья, 1919

25 мая 1919 года дивизия генерала Якоба Задика вступила на территорию, которую в ходе польско-украинской войны оспаривали друг у друга Западно-Украинская Народная Республика и Польша. Последняя была союзником румынских сил в данной операции. К началу июня 1919 года войска генерала Задика полностью заняли Покутье, ликвидировали Гуцульскую Республику и вынудили отступить в Закарпатье и сдаться чехословацким войскам два подразделения Украинской галицкой армии (1-ю горную бригаду и группу «Глубокая»). Власти Западно-Украинской Народной Республики не оказывали военного сопротивления румынским войскам, ограничившись лишь декларациями протеста. Румынская оккупация Покутья продолжалась до начала августа 1919 года.